# Giovanni Giolitti
Giovanni Giolitti, född 27 oktober 1842 i Mondovì, Piemonte, död 17 juli 1928 i Cavour, var en italiensk politiker.

## Biografi
Giolitti ingick efter avslutade juridiska studier först i justitieministeriets och kort därpå (1869) i finansministeriets tjänst. År 1882 utnämndes Giolitti av Agostino Depretis till medlem av statsrådet och inträdde samma år, av sin hemtrakt invald i deputeradekammaren, på den politiska banan. Han gjorde sig snart bemärkt genom sin skarpa och sakkunniga kritik av skatteministern Agostino Maglianis finanspolitik och blev kort efter dennes fall skatteminister i Francesco Crispis ministär (mars 1889) samt var från september 1890 också finansminister, men avgick redan i december samma år på grund av oenighet med ministern för allmänna arbeten, Gaspare Finali.
Giolitti bidrog sedan i januari 1891 till Crispis fall och bekämpade även dennes efterträdare Antonio di Rudinì samt blev vid nästa ministerkris själv konseljpresident och inrikesminister, 10 maj 1892. Giolitti upplöste snart kammaren (i oktober) och vann vid nyvalen en ganska betydande majoritet, men hans verksamhet för sparsamhet och skattereformer avbröts snart genom ministärens inblandning i Banca romana-affären. Giolitti gjorde nämligen den för oredlighet beryktade direktören för Banca romana, Bernardo Tanlongo, till senator, men tvingades, sedan senaten vägrat erkänna denne som medlem, att anställa rättegång mot honom. En parlamentarisk kommission, vilken samtidigt nedsattes att undersöka "oegentligheterna" i bankväsendet, fritog visserligen Giolitti från personlig oredlighet, men uppvisade, att flera ministrar länge haft kännedom om bankernas insolvens, utan att vidta några åtgärder, på grund av en stark folkopinion tvingades Giolitti och ministär att avgå den 24 november 1893.
En diplomatisk konflikt med Frankrike och upprorsrörelser på Sicilien bidrog ytterligare att uppreta allmänna meningen mot Giolitti, och det dröjde många år, innan han lyckades återvinna sitt forna inflytande. Han förband sig 1901 med den gamle vänsterledaren Giuseppe Zanardelli, satt några månader (februari – juni) som inrikesminister i dennes ministär och efterträdde honom som konseljpresident (i oktober samma år), därvid återtagande inrikesportföljen.
Försoningen med Frankrike beseglades 1904 genom presidenten Émile Loubets besök i Rom, och Giolitti gjorde även flera trevande försök att framkalla ett bättre förhållande till påvestolen. Gentemot strejkhot och obstruktionsförsök från arbetare och betjänter vid järnvägarna samt syditalienarnas partikularistiska politik var regeringen emellertid tämligen maktlös, och dessa förhållanden i förening med sjuklighet förmådde honom i mars 1905 att avgå. Efter de kortlivade ministärerna Alessandro Fortis och Sidney Sonninos fall blev Giolitti i maj 1906 åter konseljpresident och inrikesminister samt lyckades genom allians med en högergrupp få till stånd en rätt stark majoritet för sin nya ministär, vilken sedermera ett par gånger partiellt rekonstruerades.
Giolitti genomdrev statsinköp av Italiens förnämsta järnvägslinjer, men möttes efter nyvalen 1909 av stark opposition mot sina förslag om ny progressiv inkomstskatt och lindring i sockerbeskattningen. Han avgick då (i december samma år), men utövade under de båda närmast följande ministärerna (Sidney Sonnino och Luigi Luzzatti) starkt parlamentariskt inflytande och blev mars 1911 ånyo konseljpresident och inrikesminister (med Antonino Paternò-Castello di San Giuliano som utrikesminister). Denna Giolittis fjärde ministär förvärvade åt Italien 1911–12 genom italiensk-turkiska kriget Turkiets båda nordafrikanska provinser Tripolitanien och Cyrenaika, genomförde statsmonopol på livförsäkring (1912, med en övergångstid på 10 år) och en rätt genomgripande rösträttsreform, som mer än fördubblade valmännens antal.
Giolitti hade under italiensk-turkiska kriget flera gånger besvärats av slitningar med Österrike-Ungern och motsatte sig i augusti 1913 med energi och framgång dess krigsplaner mot Serbien. Efter nyvalen till parlamentet i oktober samma år fann han sin majoritet i kammaren alltför svag och avgick därför mars 1914. Han gillade sin efterträdare Antonio Salandras neutralitetspolitik vid första världskrigets utbrott och motverkade därefter i det längsta den växande rörelsen våren 1915 för Italiens inträde i kriget på ententesidan. Med anledning därav utsattes han för en mängd smädliga och grundlösa rykten samt fientliga demonstrationer av hetsiga nationalister. Då han insåg, att saken var avgjord, reste han hem till Piemonte 17 maj, ett par dagar före kamrarnas krigsbeslut och förblev under hela kriget i tillbakadragenhet.
Efter ministären Francesco Saverio Nittis fall i maj 1920 bildade han en koalitionsministär med Carlo Sforza som utrikes-, den oberoende socialisten Ivanoe Bonomi som krigs- och katolska folkpartiets ledare Filippo Meda som skatteminister. Giolitti avstod från det Italien erbjudna protektoratet över Albanien och nöjde sig med att behålla ön Saseno utanför Valona besatt, samt träffade uppgörelse i gränsfrågan med Jugoslavien genom direkta förhandlingar i Santa Margherita och Rapallo och tvingade därefter med militärmakt Gabriele D'Annunzio att lämna Fiume.
I hög grad passiv var däremot Giolittis politik mot kommunisternas tilltag att besätta fabrikerna. Som skäl för denna sin hållning angav han farhågor för inbördeskrig och fabrikernas förstöring, om regeringen ingripit. Efter de nya valen (maj 1921) fann han sin regeringsmajoritet svag och opålitlig och avgick därför juni samma år. Hans memoarer utgavs 1922 (fransk upplaga Mémoires de ma vie, 1923).

## Utmärkelser
- Riddare av Serafimerorden, 26 april 1911.[10]